# Matériel photographique
 (juillet 2025).
Si vous disposez d'ouvrages ou d'articles de référence ou si vous connaissez des sites web de qualité traitant du thème abordé ici, merci de compléter l'article en donnant les références utiles à sa vérifiabilité et en les liant à la section « Notes et références ».

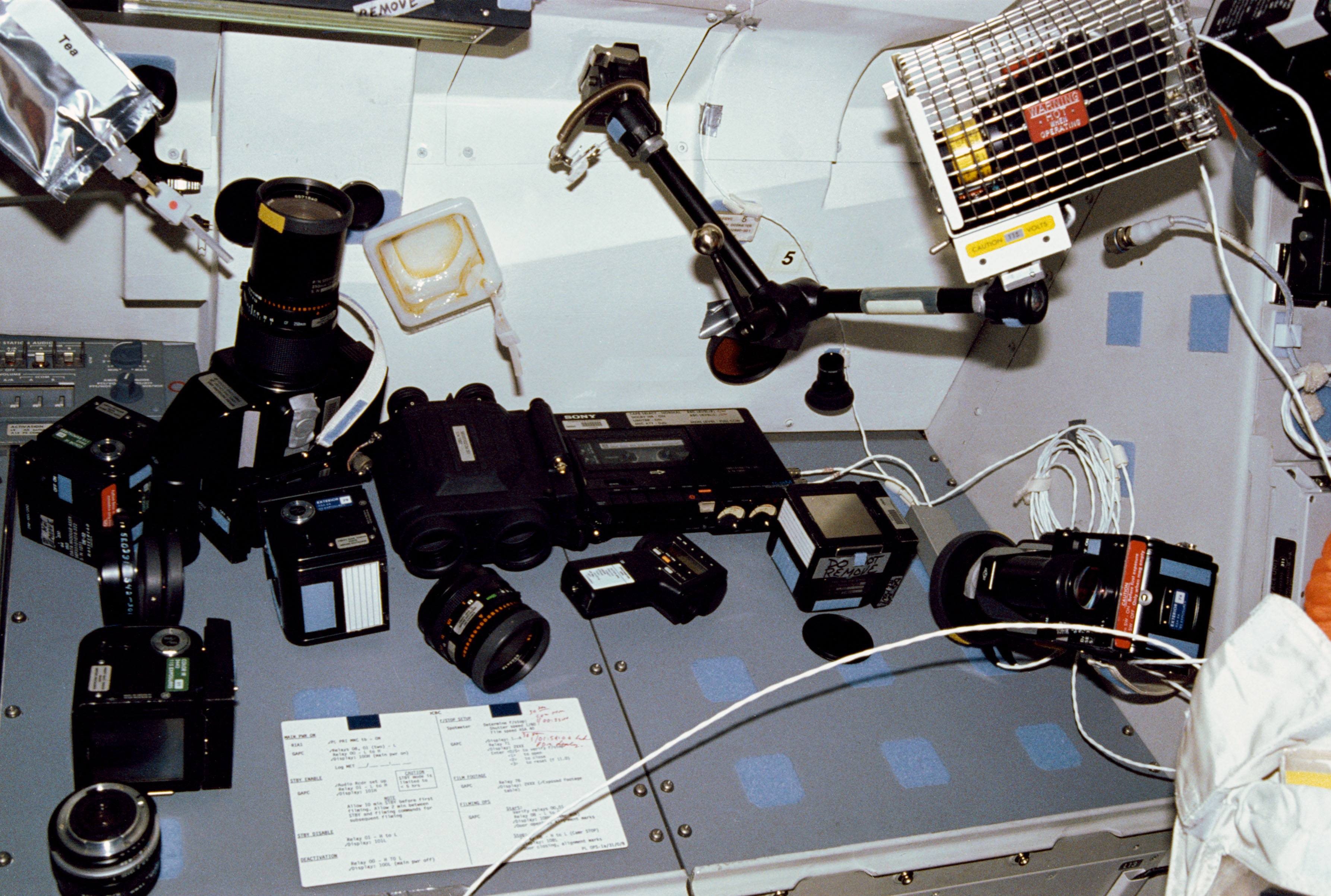
Materiel photographique argentique embarqué à bord de la navette spatiale Discovery pour la mission STS-31. On y voit notamment des objectifs, des recharges de pellicule, des cassettes et des boitiers.

Le matériel photographique est l'ensemble des équipements permettant de réaliser des photographies. Il comprend le ou les appareils photographiques, les objectifs, le matériel d'éclairage (flash ou incandescence), le trépied, etc. On peut y inclure, dans le cas de l'argentique, les consommables comme les surfaces sensibles (films) et le matériel de laboratoire.
L"équipement est très variable en fonction du type de photographie pratiquée et du photographe. Par exemple, Henri Cartier-Bresson n'utilisait le plus souvent qu'un seul appareil 24 × 36 avec un seul objectif alors que W. Eugene Smith a utilisé jusqu'à six appareils 24 × 36 de marques différentes sur un reportage[réf. nécessaire].
Le choix du matériel photographique de base comprend le choix d'un boîtier ou d'une chambre et le choix des objectifs.

## Choix du boîtier ou de la chambre
Ce sont deux problèmes différents que nous regrouperons malgré tout.

### Technologie
Actuellement, on peut choisir entre deux technologies : le numérique et l'argentique.
- La photographie numérique a le grand avantage de ne nécessiter presque aucun traitement pour pouvoir visualiser les photos (deux grandes étapes : la prise de vue et l'affichage sur écran, l'impression étant facultative).
- La photographie argentique nécessite différentes étapes avant d'obtenir la photo finale (trois grandes étapes : la prise de vue, le développement photographique et le tirage photographique ou la projection de positifs).

### Format
Une fois la technologie choisie, on choisit le format. Le format correspond à la taille de la surface sensible utilisée (la pellicule en argentique, le capteur en numérique).
En argentique, le format le plus répandu est le 24 × 36 mm. Mais il existe également des formats plus grands ou plus petit (format APS). On distingue les moyens formats (4,5 × 6, 6 × 6, 6 × 7, 6 × 8 et 6 × 9) et les grands formats (10 × 12,5 cm, 13 × 18 cm, 20 × 25 cm, voire 50 × 60 cm) qui sont des chambres grand format lourdes et encombrantes.
En numérique, de nombreux formats plus petits ont été inventés, pour de réduire les coûts ou la taille (pour les smartphones ou tablettes par exemple). En général, plus l'appareil est petit plus le capteur est petit, ce qui engendre des problèmes de qualité d'image.
L'utilisation des grands et moyens formats, bien que plus coûteuse et moins pratique, est encore d'actualité, que ce soit par passion (faire une photo avec de tels appareils est bien différent d'utiliser un appareil reflex) ou par souci de qualité (les moyens et grands formats offrent des possibilités d'agrandissements ou de recadrage bien supérieures). On trouve également des dos numériques qui s'adaptent sur ces matériels (dos Leaf, PhaseOne, Imacon, ...).

### Mise au point
Le dernier point à développer concernant l'appareil photo est le système de mise au point. On en distingue essentiellement trois différents :
- La mise au point manuelle qui consiste à tourner la bague des distances de l'objectif afin de faire la mise au point avec une aide visuelle : microprismes, stigmomètres, dépolis pour les reflex ou télémètre pour les appareils à visée séparée (exemple : Leica M).
- La mise au point automatique AF (autofocus) : dans ce cas, c'est l'appareil qui se charge de la mise au point.
- Les mises au point fixes qui sont des objectifs peu ouverts et dont la mise au point est réglée sur l'hyperfocale. Ce sont plutôt des appareils bas de gamme qui en sont munis.

### Choix du fabricant
Les appareils à objectifs interchangeables utilisent la gamme d'objectifs proposés par le fabricant du boîtier. Quelques fabricants d'optiques (comme le japonais Sigma) proposent des objectifs compatibles avec les grandes marques. On trouve aussi, dans certains cas, des bagues d'adaptation permettant d'utiliser des objectifs d'autres fabricants, souvent en perdant des fonctions telles que la mise au point automatique et/ou la mesure TTL de l'exposition.
Ceci concerne également la plupart des accessoires.

## Choix d'un ou des objectif(s)
L'objectif est la partie primordiale d'un ensemble photographique. Il est caractérisé par trois informations importantes :
1. Un objectif possède une distance focale qui peut être fixe ou variable (c'est alors un zoom). La focale d'un objectif détermine si celui-ci est un grand angle, un objectif normal ou un téléobjectif en fonction du format de la surface sensible utilisée.
2. Un objectif est caractérisé par sa luminosité qui se mesure par son ouverture. Un objectif ayant une ouverture maximum de f/2.8 est plus lumineux de deux diaphragmes qu'un objectif d'une ouverture maximum de f/5.6. 
L'indice d'ouverture mesure le rapport entre le diamètre utile (déterminé par le diaphragme) et la focale. Un objectif de 50 mm de focale avec un diaphragme de 25 mm de diamètre a une ouverture de f/2. Si le même diaphragme de 25 mm se trouve sur un objectif de 100 mm de focale, l'ouverture relative est f/4. Cette indication relative permet de comparer la luminosité d'objectifs de focales différentes. 
La progression des indices est géométrique de raison √2 (racine carrée de 2). En effet, si on divise le diamètre par √2, on divise la surface de l'ouverture par deux. Supposons une ouverture de f/1, le cran suivant f/1,4 correspond à une surface deux fois plus petite, f/2 quatre fois. La progression continue avec 5,6, 8, 11, 16, 22, etc. Entre une ouverture de f/2.8 et f/5.6, il y a deux crans de diaphragme d'écart, soit une différence de surface -et de lumière- de quatre fois.
Exemple : f/2.8 ; si on perd la moitié de lumière = 1 diaphragme = f/2.8 x 1.4 = f/4.
3. Un objectif a une distance de mise au point minimum. Dans certains cas cette distance est si courte qu'il est possible de faire des photos avec un grossissement de 1 (1 mm est traduit par 1 mm sur le film).

La notion de diaphragme apparaît également dans le choix du film (un film 100 ISO est deux fois moins sensible qu'un 200 ISO, soit une perte d'un diaphragme de luminosité).